# Osservatorio Konkoly
L'Osservatorio Konkoly (Konkoly Obszervatórium) è un osservatorio astronomico di proprietà e gestito dall'accademia ungherese delle scienze, con sede a Budapest, in Ungheria. Fu fondato nel 1871 dall'astronomo ungherese Miklós Konkoly-Thege come osservatorio privato, che in seguito donò allo stato ungherese nel 1899. L'osservatorio, ora non più attivo se non come centro divulgativo accorpato ad istituti multidisciplinari, è stato il più grande istituto di ricerca astronomica in Ungheria ed ha ospitato i più grandi telescopi del paese.
Oltre ad avere svolto ricerche astronomiche di rilievo, l'osservatorio pubblica il Bollettino delle informazioni sulle stelle variabili per conto dell'Unione Astronomica Internazionale.

## Storia
L'osservatorio si sviluppò come struttura privata di proprietà dell'astronomo ungherese di nobili origini Miklós Konkoly-Thege, che lo fondò nel 1871 a Hurbanovo, (Ógyalla in ungherese) nel nord dell'Ungheria. La sua strumentazione consisteva in un telescopio rifrattore da 6", un riflettore Browning da 10,5" (successivamente sostituito con un rifrattore Merz da 10"), un cerchio meridiano, uno spettrografo, oltre a vari strumenti meteorologici e geomagnetici. Konkoly-Thege, temendo che alla sua morte la sua eredità scientifica sarebbe scomparsa, essendo anche senza prole, in qualità di membro del parlamento ungherese riuscì a convincere il governo ad assumerne la gestione donando allo stato l'intera struttura.
Nel 1899, il sito di Hurbanovo fu rinominato Osservatorio Astrofisico Reale Konkoly, diretto da Konkoly-Thege e Radó Kövesligethy, un rinomato geofisico del tempo. I principali ambiti di ricerca dell'istituto consistevano nella fotometria stellare, l'osservazione del Sole, il conteggio delle meteore e servizi meteorologici per il governo. Nel 1913 fu ordinato un telescopio da 60 cm (24") all'azienda tedesca Heyde, ma con l'inizio della prima guerra mondiale il telescopio non fu mai costruito.
Alla fine della prima guerra mondiale, Hurbanovo divenne parte della neonata Repubblica Cecoslovacca. Il governo trasferì le attrezzature scientifiche a Budapest prima che il nuovo confine fosse ridefinito e nel 1921 identificò una nuova proprietà sulle colline di Buda, a ovest di Budapest, per costruirvi un nuovo osservatorio astronomico. La struttura, nota come osservatorio Svábhegy (nome acquisito da una vicina collina omonima) fu terminata nel 1924; il rifrattore da 6" e il telescopio Heyde da 60 cm furono installati nelle cupole del nuovo osservatorio entro il 1928. Il lavoro scientifico nell'osservatorio si concentrò sullo studio delle variazioni di luce delle stelle variabili, sulle orbite delle stelle binarie e sulla ricerca di asteroidi; le misurazioni venivano effettuate mediante lastre fotografiche e fotometri a cuneo.
Durante la seconda guerra mondiale la struttura riportò danni di lieve entità. Alla fine del 1944, le osservazioni furono sospese e gli elementi ottici dei telescopi furono rimossi per proteggerli dai bombardamenti aerei. Le truppe sovietiche occuparono gli edifici dal dicembre 1944 sino al febbraio 1945, preservando fortunatamente la biblioteca e i laboratori fotografici. Le osservazioni ripresero a luglio 1945.
A seguito dell'ingerenza comunista in Ungheria nel 1948, fu istituita una nuova rete di istituti di ricerca diretti dall' Accademia ungherese delle scienze (Magyar Tudományos Akadémia (MTA), indipendente dalle università. L'osservatorio fu rinominato Istituto Astronomico dell'MTA, mantenendo il nome tradizionale, Konkoly Observatory, nei rapporti con la comunità anglosassone. Con l'isolamento comunista del paese, le relazioni internazionali passarono da collaborazioni prevalentemente tedesche e americane a quelle sovietiche e del blocco orientale. Tuttavia la notorietà internazionale dell'allora direttore, l'astronomo ungherese László Detre fece sì che i rapporti con l'occidente non si deteriorassero. Nel 1948, durante una delle sue visite al blocco occidentale, Detre ricevette in dono un tubo fotomoltiplicatore RCA 1P21 dal celebre astronomo americano Harlow Shapley, utilizzato per effettuare misurazioni fotometriche.
Nel 1957, a seguito del lancio dello Sputnik, su sollecito dell'Unione Sovietica, nel paese presero corpo diverse organizzazioni indipendenti di osservazione e localizzazione satellitare e l'istituto fu preposto al coordinamento di queste stazioni.
Con il miglioramento delle relazioni con l'occidente, all'assemblea generale del 1961 dell'Unione Astronomica Internazionale a Berkeley, l'istituto fu incaricato di organizzare e diffondere il Bollettino delle informazioni sulle stelle variabili (Information Bulletin on Variable Stars). Il Bollettino, ideato come nodo di comunicazione rapida tra osservatori di stelle variabili, evolvette in una rivista peer-review divulgante articoli e aggiornamenti sulle stelle variabili.
L'istituto si espanse negli anni '60 e '70 con la fondazione e la successiva indipendenza dell'osservatorio eliofisico di Debrecen e l'installazione di nuovi telescopi presso la stazione montana di Piszkéstető. Nel 1982, gli osservatori di Debrecen e Budapest furono unificati nel Centro di Ricerca MTA per l'astronomia e le scienze della terra.
Nel 2012, l'Accademia delle scienze ha riorganizzato la struttura della sua rete di istituti: l'Istituto Astronomico è stato accorpato con altre tre strutture (Istituti di geografia, geochimica, geodesia e geofisica) confluendo nel Centro di Ricerca MTA per l'astronomia e le scienze della terra.

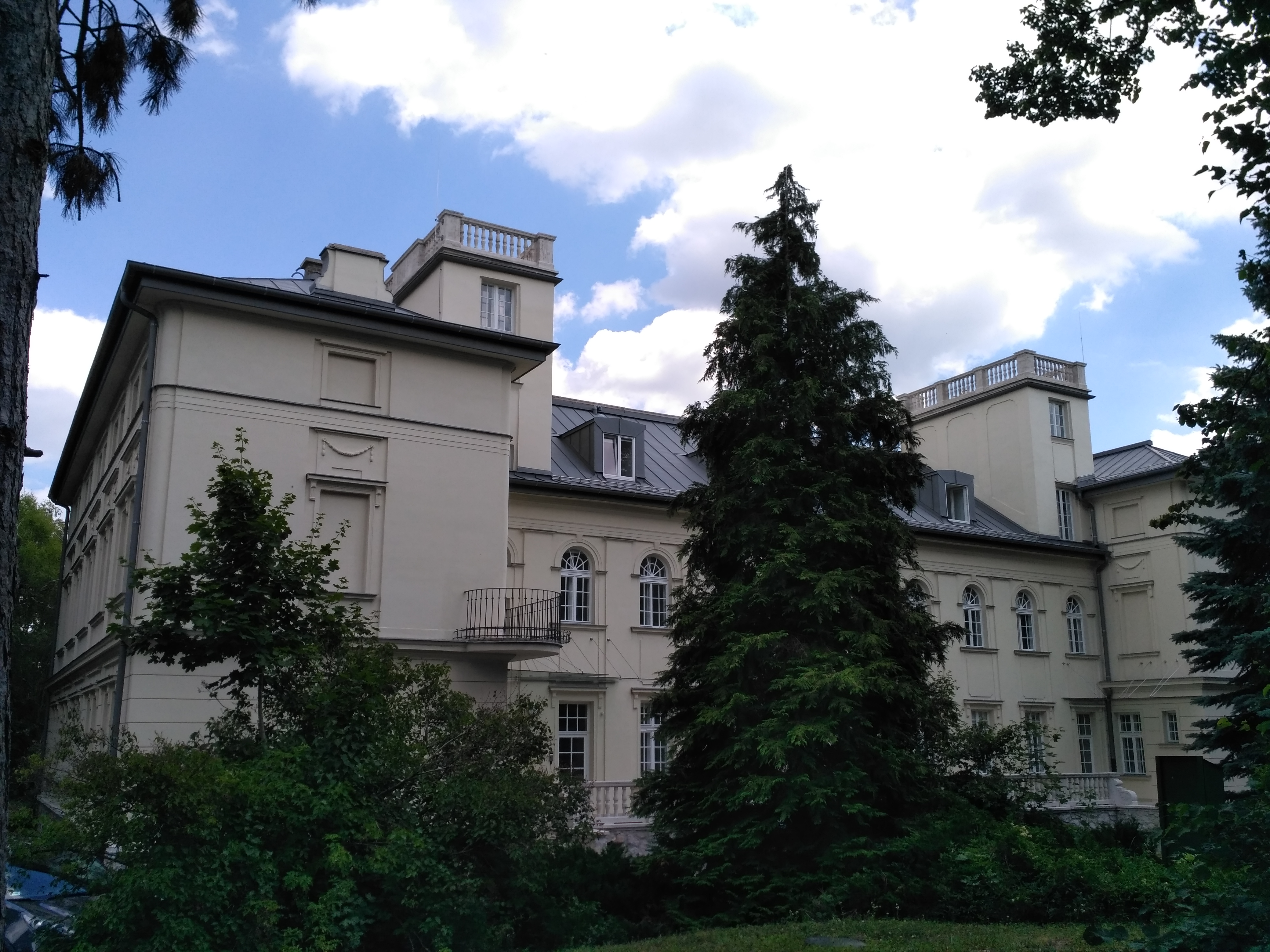
L'edificio centrale dell'osservatorio
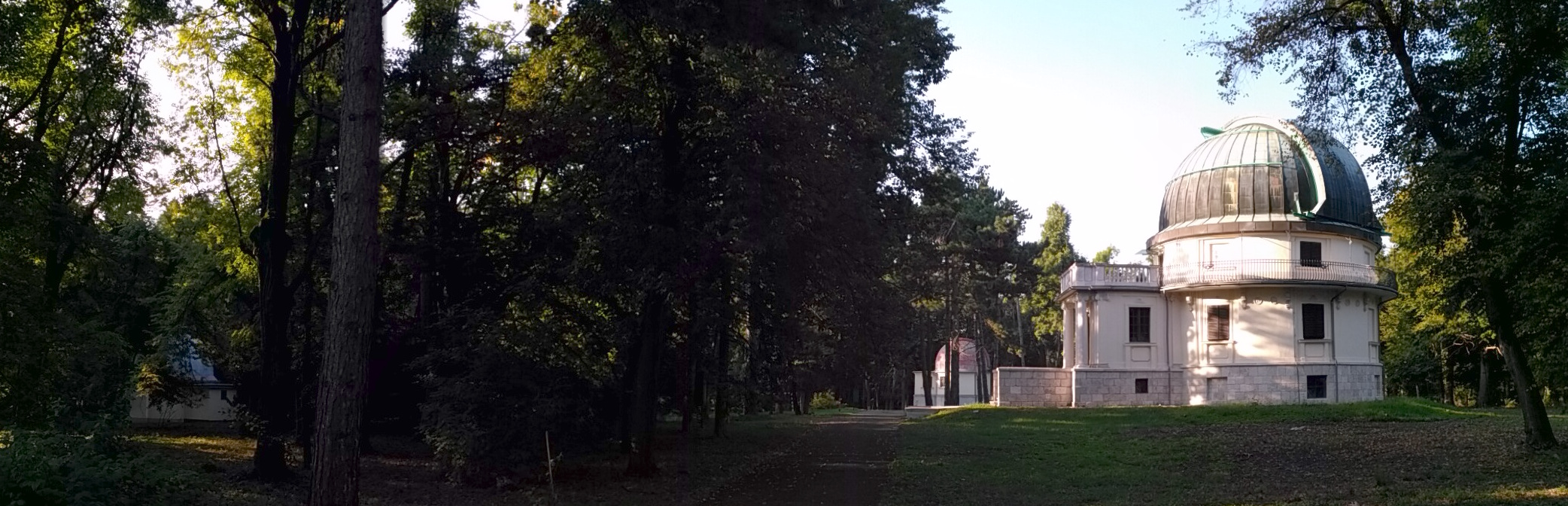
Cupole dei telescopi dell'osservatorio Konkoly a Budapest. Da sinistra: le cupole da 6", 7" e 24" pollici. Quest'ultima contiene il rifrattore Heyde da 60 cm

### Osservatorio Eliofisico di Debrecen
Nel 1946 fu avviato un nuovo dipartimento di fisica solare sotto la guida di Lóránt Dezső. Nel 1958, il dipartimento si trasferì a Debrecen per fondare un nuovo osservatorio solare indipendente dall'Istituto astronomico. Le osservazioni del Sole iniziarono con due telescopi fotoeliografi, uno dei quali fu trasferito sulla cima dell'acquedotto a Gyula, nel 1972. L'anno seguente fu installato un grande telescopio dotato di coronografo con un'apertura di 53 cm, ma le osservazioni furono ostacolate dall'ingombrante installazione meccanica. Data la bassa altitudine dell'osservatorio, situato a soli 124 metri s.l.m., il coronografo era in grado di osservare la cromosfera del Sole, ma non la sua corona.
La principale produzione scientifica dell'osservatorio è consistita nella documentazione dettagliata dell'attività fotosferica del Sole. Nel 1982, l'osservatorio è stato nuovamente accorpato all'Istituto astronomico di Konkoly. Nel 2015, il vecchio osservatorio di Debrecen è stato ritenuto ingestibile ed è stato chiuso. Il coronografo è stato smontato, gli uffici e il personale sono stati trasferiti all'istituto per la ricerca nucleare ATOMKI dell'MTA di Debrecen. Con il rapido incremento delle osservazioni tramite telescopi spaziali e conseguente prevalenza rispetto alle osservazioni terrestri come fonte di input dei database della comunità astronomica, anche i due fotoeliografi sono stati rimossi dai loro supporti a Debrecen e Gyula.

### Stazione di Piszkéstető

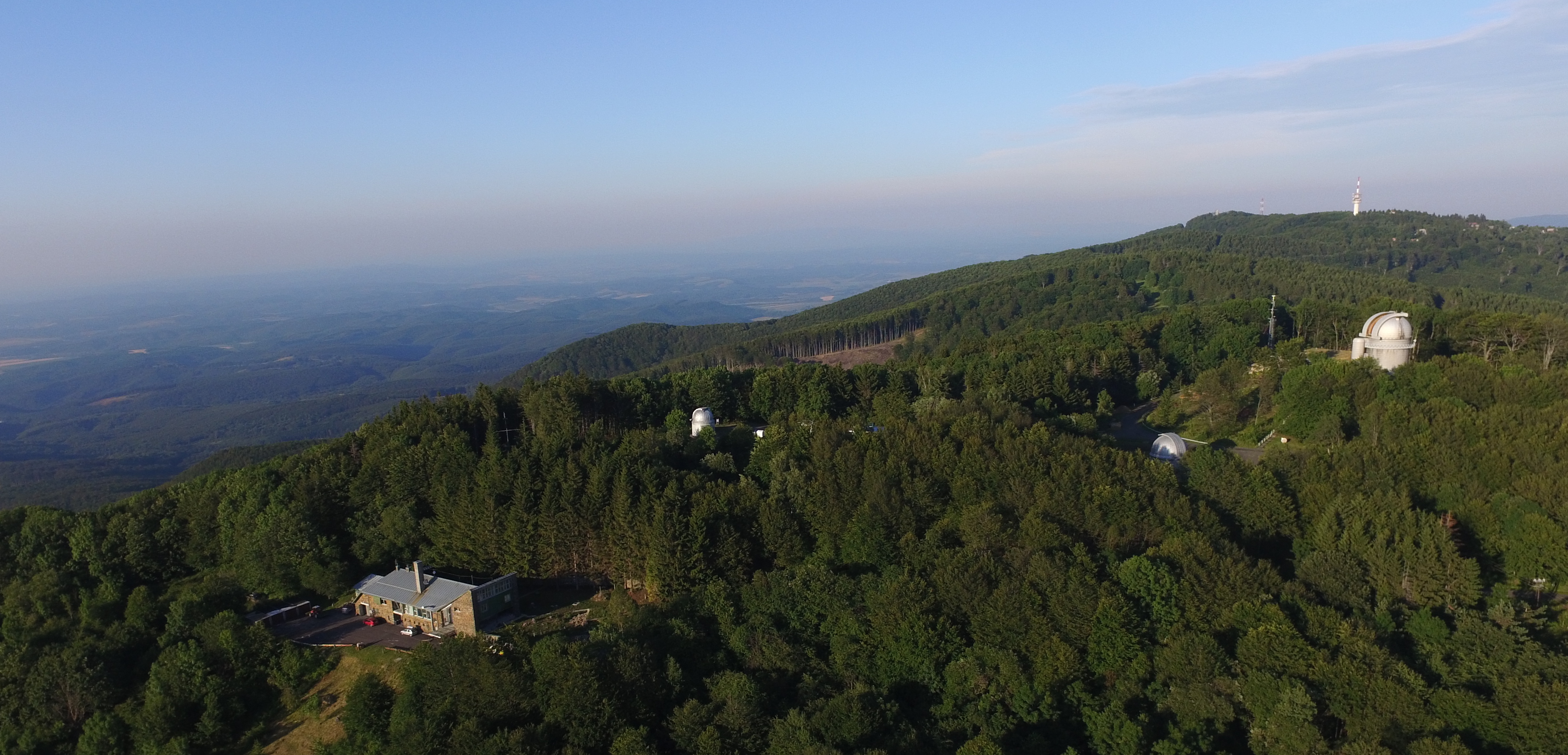
Veduta panoramica della stazione montana di Piszkesteto dell'osservatorio Konkoly

Nel 1951, l'osservatorio garantì finanziamenti per un nuovo telescopio di mappatura consistente in un telescopio Schmidt 60/90. Con l'inquinamento luminoso di Budapest in costante aumento, si rese necessaria una collocazione più appropriata. Il sito fu identificato nel picco Piszkéstető, sulle montagne di Mátra, a circa 80 km dalla capitale. Nel 1960 vi fu edificato un edificio residenziale e nel 1962 fu installato il nuovo telescopio Schmidt. Il telescopio forniva un campo visivo di 10° x 10° dotato di lastre fotografiche e con la possibilità di accessoriarlo con un obiettivo a prisma per osservazioni spettroscopiche a bassa risoluzione. L'ampio campo visivo ha consentito numerose scoperte di supernove ed asteroidi.
Piszkéstető ospita anche altre strutture di ricerca tra cui una stazione sismica e gravimetrica dell'Istituto di geofisica e geodesia e una matrice di rivelatori a infrasuoni.

## Principali aree di ricerca
- Stelle variabili, fotometria stellare, fotometria spaziale, pianeti extrasolari.
- Astrochimica, astrofisica nucleare, polvere stellare. Progetto Radiostar[15] dell'ERC.[16]
- Progetto Fly's Eye: strumentazione e astronomia nel dominio del tempo.
- Piccoli corpi nel sistema solare: lune, TNO, centauri, comete, asteroidi NEO
- Dischi protoplanetari e formazione di pianeti, formazione stellare, astronomia infrarossa. Progetto ERC SACCRED (Structured Accretion Disks).[17]
- Attività solare e stellare, imaging Doppler, rotazione differenziale nelle stelle, attività magnetica e dinamo, localizzazione delle macchie solari.
- Laboratorio di astrofisica e geochimica, meteoriti, superfici planetarie.
- Astrofisica delle alte energie, statistiche delle rilevazioni di raggi gamma.
- Fenomeni transienti (programma GINOP).
- Effetti e rischi cosmici (programma GINOP).

## Strumentazione attuale
- Telescopio RCC da 1 m (Piszkéstető). Lo strumento principale, dotato di uno spettrografo echelle a media risoluzione e una fotocamera EMCCD (Electron Multiplying CCD Camera)
- Telescopio Schmidt 60/90 (Piszkéstető).
- Telescopio Cassegrain 50 cm (Piszkéstető). In ristrutturazione.
- Telescopio Ritchey-Crétien da 40 cm (Piszkéstető). In ristrutturazione.
- Sistema di telecamere all-sky Fly's Eye (Piszkéstető).
- Telescopio Heyde Newton / Cassegrain da 60 cm (Budapest). Decommissionato dopo il 2013, è in fase di ristrutturazione per dimostrazioni pubbliche.
- Telescopio rifrattore da 7" angolare (Budapest).